# Échasse à queue noire
Himantopus melanurus
Espèce
Synonymes
- Himantopus himantopus melanurus

L'Échasse à queue noire (Himantopus melanurus) est une espèce d'oiseaux de la famille des Recurvirostridae.
Son aire s'étend du sud du Pérou et du Brésil jusqu'en Argentine et au Chili.